# Sali Dairou
Sali Dairou, né vers 1954 à Kodek dans la région de l’Extrême-Nord du Cameroun, est un homme politique camerounais et   député à l’Assemblée Nationale depuis juin 2002. Il est membre du Rassemblement démocratique du peuple camerounais (RDPC).

## Biographie

### Enfance, éducation et débuts
Né à Kodek, dans la région de l'Extrême-Nord , Sali Dairou est originaire du département du Diamaré.
Sali Daïrou a débuté son parcours éducatif à Kodek, avant de poursuivre ses études au Collège d’enseignement secondaire de Kaélé et au lycée de Maroua. puis continua à Yaoundé où il a obtenu son diplôme de fin d'études secondaire, Baccalauréat  A4.
Boursier, il s'est rendu en République fédérale d'Allemagne, où il a obtenu un diplôme en gestion des entreprises à l'Institut d'Études Économiques de Kiel . À son retour, il a intégré l'École Nationale d'Administration et de Magistrature  en 1980 où Il obtiendra un autre diplôme en  option économie et finances. En 1983, Sali Daïrou a acquis le statut d'administrateur civil avec une spécialisation en économie et finances.

### Carrière
Sali Daïrou a rejoint le Rassemblement Démocratique du Peuple Camerounais par le sommet avant d'obtenir l'adhésion de la base. Ancien ministre de la Fonction publique et député de Maroua rural, il est également président de la section RDPC du Diamaré Centre.
De 1983 à 1984 Il a occupé le poste de Chef de Service Adjoint du Budget au MINFI , Chef du Service des Subventions et des Contributions (1984 -1986), et  le poste de Sous-directeur du Budget et des Infrastructures au Ministère des Postes et Télécommunications du 25 septembre 1986 jusqu'en septembre 1988. De 1988 à 1991 il occupe le poste de Directeur Adjoint (DAG) au ministère des finances . En 1991, il est nommé Directeur de Cabinet au Premier Ministre.
Le 31 juillet 1991, il a été nommé Directeur de Cabinet au Premier Ministre, avec rang et prérogatives de Ministre. Il a ensuite été Ministre de la Fonction Publique et de la Réforme Administrative du 4 septembre 1992 au 18 mars 2000.
Après avoir été évincé du gouvernement en mars 2000, il passe deux ans éloigné de la scène politique. En mars 2002, il revient en héritant de la section RDPC du Diamaré Centre après une compétition avec Issa Balarabé, et il est élu député de Maroua rural.
De juin 2002 jusqu'au législative du 09 Février 2020, il est député à l’Assemblée Nationale.
Sali Daïrou a nourri l'espoir de retourner au gouvernement, mais a rencontré des déceptions lors des récentes nominations. Ses relations avec ses anciens alliés se sont détériorées, entraînant des malentendus et des tensions,,.